# Powiat Okushiri
Powiat Okushiri (jap. 奥尻郡 Okushiri-gun) – powiat w Japonii, w prefekturze Hokkaido, w podprefekturze Hiyama. W 2024 roku liczył 2183 mieszkańców.

## Miejscowości
- Okushiri